# Srđan Dragojević
Srđan Dragojević (Belgrad, 1 de gener del 1963) és un director de cinema serbi. Es feu conegut amb la pel·lícula Lepa sela lepo gore, del 1996 i ha tractat les Guerres de Iugoslàvia en diverses de les seues pel·lícules.